# Santa Maria de Távora
Santa Maria de Távora ist ein Ort und eine ehemalige Gemeinde (Freguesia) im nordportugiesischen Kreis Arcos de Valdevez. In der Gemeinde lebten 688 Einwohner (Stand 30. Juni 2011).
Am 29. September 2013 wurden die Gemeinden Távora (Santa Maria) und Távora (São Vicente) zur neuen Gemeinde União das Freguesias de Távora (Santa Maria e São Vicente) zusammengefasst. Távora (Santa Maria) ist Sitz dieser neu gebildeten Gemeinde.